# Edo Parpaglioni
Edo Parpaglioni (Roma, 21 agosto 1936 – Roma, 10 ottobre 2007) è stato un giornalista e scrittore italiano.
Ha a lungo lavorato a Paese Sera (esperienza cui ha dedicato il libro C'era una volta «Paese Sera». L'avventura di un giornale diverso ISBN 9788835944621), per diventare poi nel 1987 caporedattore notturno de La Repubblica.
Nel 2001 è andato in pensione, impegnandosi nell'attività del sindacato e nella scrittura del libro Sotto l'ombra d'un bel fior (ISBN 9788835959618), pubblicato nel 2007. Pochi mesi dopo l'uscita del libro è morto a Roma al policlinico Gemelli.